# Jakob Sveistrup
Jakob Sveistrup (Copenaghen, 8 marzo 1972) è un cantante pop danese.
La carriera di Sveistrup inizia nel 2003 con la vittoria al concorso canoro nazionale Stjerne for en aften. Nel 2005 partecipa al Dansk Melodi Grand Prix con la canzone Tænder på dig e nello stesso anno rappresenta la danimarca all'Eurovision con la canzone Talking to You.

## Discografia

### Album
- 2005 – Jakob Sveistrup
- 2006 – Fragments

### Singoli
- 2005 – Talking to You
- 2006 – Could Have Sworn
- 2006 – Book of love
- 2008 – Hvem er venner
- 2013 - Hold godt fast